# Call of Duty 2: Big Red One
Call of Duty 2: Big Red One es un videojuego de la Segunda Guerra Mundial para Nintendo GameCube, PlayStation 2 y Xbox y actúa como un spin-off/expansion de Call of Duty 2. Fue lanzado el 1 de noviembre de 2005, en Canadá y Estados Unidos. Mientras desarrollado por Treyarch, el personal de Gray Matter Interactive, que creó el Call of Duty: United Offensive pack de expansión para PC, también trabajó con ellos en el juego. Pi Studios contribuyó también.
Big Red One se diferencia de otros juegos de la saga Call of Duty en el que se centra en una única formación de los aliados en la guerra: La 1 ª División del Ejército de EE. UU. de Infantería, que va por el apodo de Big Red One gracias a su parche de unidad que cuenta con un gran uno rojo. El juego cubre una parte de la división en la invasión y liberación de África del Norte, la invasión a Sicilia, el desembarco en Omaha Beach en Europa y hacia el este, cruzando la Línea Sigfrido en Alemania. Vistos desde el canal militar, en imitación de un documental de la Segunda Guerra Mundial, el final de cada capítulo y el comienzo de las tomas de primer período están comentados por el actor Mark Hamill, quien prestó su voz en off. Años antes Hamill ya había interpretado uno de los papeles principales en la película de Sam Fuller que inspiró este videojuego: The Big Red One.
El juego cuenta con varios actores de la miniserie de HBO Band of Brothers, incluyendo a Michael Cudlitz, Madio James, Frank John Hughes, Richard Speight, Jr., Ross McCall, Rick Gómez y René Morono. La tapa de la caja cuenta con el actor Stephen Saux. La historia y los personajes fueron escritos por Aaron Ginsburg y McIntyre Wade.
En los EE. UU. fue lanzado como parte de una paquete de llamadas compilación titulada Call of Duty: Legacy para la Playstation 2 solamente. El paquete incluye Call of Duty: Finest Hour y Big Red One.

## Jugabilidad
El juego sigue a la Primera División de Infantería del Ejército de EE. UU. (el "Big Red One") por las arenas de África, cruzando las playas de Normandía, hasta el corazón de Alemania. En el camino, se pueden desbloquear nuevas armas, vehículos y aeronaves. El jugador puede jugar como dos soldados estadounidenses, durante la Segunda Guerra Mundial, como un artillero de un avión y como soldado de infantería.

## Multijugador
Call of Duty 2: Big Red One permite jugar en línea, tanto en la PS2 como las versiones de Xbox, conduciendo tanques, con diferentes clases de personajes, y ganando mucha experiencia como unidad ofensiva. La funcionalidad de multijugador está a cargo de Netcode altamente modificado, con licencia original de DemonWare. La versión de GameCube, sin embargo, no tiene ningún tipo de multijugador. Originalmente, la versión original del GameCube de Call Of Duty 2: Big Red One se supone que vendría con un adaptador. que se conectaría a la parte inferior de la GameCube, para permitir conectar a Internet a través de una antena en la parte posterior de la misma, pero la idea fue desechada.

## Recepción
Big Red One recibió críticas generalmente positivas, con la mayoría de las revistas de juegos indicando 7 u 8/10.